# Primitive Wars
Primitive Wars est un jeu vidéo de stratégie en temps réel développé par Arxel Tribe et édité par Wizard Soft, sorti en 2001 sur Windows.

## Accueil
- Gamekult : 4/10[1]
- Jeuxvideo.com : 11/20[2]